# Кольб, Юлиус фон
Юлиус фон Кольб (нем. Julius von Kolb; 13 июля 1830, Обергюнцбург — 17 августа 1863, Фельдафинг) — немецкий пианист и композитор.
Учился в Аугсбурге у Карла Людвига Дробиша, затем в 1848 году поступил в Лейпцигскую консерваторию. Исполнение в консерваторском концерте 25 ноября 1849 года написанной Кольбом увертюры для оркестра (дирижировал автор) было прохладно встречено критикой.
В 1853—1855 гг. жил в Берлине, концертировал в дуэте с виолончелистом Генрихом Волерсом. Затем обосновался в Мюнхене, в 1858 году после смерти Иоганнеса Хойхемера получил место преподавателя в Мюнхенской консерватории; среди его учеников, в частности, Альбрехт Хенлейн. Автор салонных фортепианных пьес, песен.
Умер от тифа.